# Eupithecia cuprearia
Eupithecia cuprearia là một loài bướm đêm trong họ Geometridae.